# Stiboges lushanica
Stiboges lushanica is een vlindersoort uit de familie van de prachtvlinders (Riodinidae), onderfamilie Nemeobiinae.
Stiboges lushanica werd in 2001 beschreven door Chou & Yuan.